# Partido Nacional da Austrália
Partido Nacional da Austrália (em inglês: National Party of Australia) é um partido político australiano. Fundado em 1920 como o Partido Rural (Country Party), o partido mudou o nome em 1975 para Partido Nacional Rural (National Country Party), e só em 1982 adoptou seu nome actual. Desde da década de 1940, os nacionalistas são o aliado natural do Partido Liberal em coligações estáveis, tanto a nível federal como nos estados e territórios. Tradicionalmente, quando os liberais e os nacionais chegam ao poder, o cargo de primeiro-ministro é ocupado pelo líder liberal e vice-primeiro ministro é reservado ao líder do Partido Nacional. 
Recentemente, o partido se definiu como "o único partido político dedicado a promover os interesses regionais da Austrália e aqueles que fazem suas vidas e assuntos nas comunidades regionais australianas".
É um partido conservador, agrário, monárquico e anti-socialista (embora tenha tendências proteccionistas a nível económico e, com frequência, menos entusiasmado com a política de  privatizações do que o parceiro da coalizão, o Partido Liberal).

## Primeiro-ministros
Os primeiros-ministros nacionalistas foram os seguintes:
- Sir Earle Page, 1939
- Arthur Fadden, 1941
- John McEwen, 1967-68

## Resultados eleitorais

### Eleições legislativas

#### Parlamento da Austrália
| Data | CI. | Votos     | %            | +/- | Deputados | +/-     | Status   |
| ---- | --- | --------- | ------------ | --- | --------- | ------- | -------- |
| 1922 | 3.º | 197 513   | 12,6 / 100,0 |     | 14 / 75   |         | Governo  |
| 1925 | 3.º | 313 363   | 10,7 / 100,0 | 1,9 | 13 / 75   | 1       | Governo  |
| 1928 | 3.º | 271 686   | 10,5 / 100,0 | 0,2 | 13 / 75   | Estável | Governo  |
| 1929 | 3.º | 295 640   | 10,3 / 100,0 | 0,2 | 10 / 75   | 3       | Oposição |
| 1931 | 3.º | 388 544   | 12,3 / 100,0 | 2,0 | 16 / 75   | 6       | Governo  |
| 1934 | 3.º | 447 968   | 12,6 / 100,0 | 0,3 | 14 / 74   | 2       | Governo  |
| 1937 | 3.º | 560 279   | 15,6 / 100,0 | 3,0 | 15 / 74   | 1       | Governo  |
| 1940 | 3.º | 531 397   | 13,7 / 100,0 | 1,9 | 13 / 74   | 2       | Governo  |
| 1943 | 3.º | 287 000   | 7,0 / 100,0  | 6,7 | 7 / 74    | 7       | Oposição |
| 1946 | 3.º | 464 737   | 10,7 / 100,0 | 3,7 | 11 / 74   | 4       | Oposição |
| 1949 | 3.º | 500 349   | 10,9 / 100,0 | 0,2 | 19 / 121  | 8       | Governo  |
| 1951 | 3.º | 443 713   | 9,7 / 100,0  | 1,2 | 17 / 121  | 2       | Governo  |
| 1954 | 3.º | 388 171   | 8,5 / 100,0  | 1,2 | 17 / 121  | Estável | Governo  |
| 1955 | 3.º | 347 445   | 7,9 / 100,0  | 0,6 | 18 / 122  | 1       | Governo  |
| 1958 | 4.º | 465 320   | 9,3 / 100,0  | 1,4 | 19 / 122  | 1       | Governo  |
| 1961 | 4.º | 446 475   | 8,5 / 100,0  | 0,8 | 17 / 122  | 2       | Governo  |
| 1963 | 3.º | 489 498   | 8,9 / 100,0  | 0,4 | 20 / 122  | 3       | Governo  |
| 1966 | 3.º | 561 926   | 9,8 / 100,0  | 0,8 | 21 / 124  | 1       | Governo  |
| 1969 | 3.º | 523 232   | 8,6 / 100,0  | 1,2 | 20 / 125  | 1       | Governo  |
| 1972 | 3.º | 622 826   | 9,4 / 100,0  | 0,8 | 20 / 125  | Estável | Oposição |
| 1974 | 3.º | 736 252   | 10,0 / 100,0 | 0,6 | 21 / 127  | 1       | Oposição |
| 1975 | 3.º | 869 919   | 11,3 / 100,0 | 1,3 | 23 / 127  | 2       | Governo  |
| 1977 | 3.º | 793 444   | 10,0 / 100,0 | 1,3 | 19 / 124  | 4       | Governo  |
| 1980 | 3.º | 745 037   | 9,0 / 100,0  | 1,0 | 20 / 125  | 1       | Governo  |
| 1983 | 3.º | 799 609   | 9,2 / 100,0  | 0,2 | 17 / 125  | 3       | Oposição |
| 1984 | 3.º | 921 151   | 10,6 / 100,0 | 1,4 | 21 / 148  | 4       | Oposição |
| 1987 | 3.º | 1 060 976 | 11,5 / 100,0 | 0,9 | 19 / 148  | 2       | Oposição |
| 1990 | 4.º | 833 557   | 8,4 / 100,0  | 3,1 | 14 / 148  | 5       | Oposição |
| 1993 | 3.º | 758 036   | 7,2 / 100,0  | 1,2 | 16 / 147  | 2       | Oposição |
| 1996 | 3.º | 893 170   | 8,2 / 100,0  | 1,0 | 18 / 148  | 2       | Governo  |
| 1998 | 4.º | 588 088   | 5,3 / 100,0  | 2,9 | 16 / 148  | 2       | Governo  |
| 2001 | 3.º | 643 926   | 5,6 / 100,0  | 0,3 | 13 / 150  | 3       | Governo  |
| 2004 | 4.º | 690 275   | 5,9 / 100,0  | 0,3 | 12 / 150  | 1       | Governo  |
| 2007 | 4.º | 682 424   | 5,5 / 100,0  | 0,4 | 10 / 150  | 2       | Oposição |
| 2010 | 5.º | 419 286   | 3,4 / 100,0  | 2,1 | 6 / 150   | 4       | Oposição |
| 2013 | 6.º | 554 268   | 4,3 / 100,0  | 0,9 | 9 / 150   | 3       | Governo  |
| 2017 | 5.º | 624 555   | 4,6 / 100,0  | 0,3 | 10 / 150  | 1       | Governo  |